# Alfa Hydri
Alfa Hydri (α Hyi / α Hydri) è la seconda stella più luminosa della costellazione dell'Idra Maschio, distante approssimativamente 72 anni luce dalla Terra. Spesso è chiamata con il nome informale di Head Of Hydrus (Testa dell'Idro in lingua inglese). Il nome di α Hydri non dev'essere confuso con α Hydrae (Alphard), la stella più luminosa della costellazione dell'Idra.

## Osservazione
Si tratta di una stella situata nell'emisfero australe e ciò comporta che la stella sia osservabile prevalentemente dall'emisfero sud, dove si presenta circumpolare anche da gran parte delle regioni temperate; avendo una declinazione di −61° dall'emisfero nord la sua visibilità è invece limitata alle regioni temperate inferiori e alla fascia tropicale, e comunque non più a nord della latitudine 29° N. La sua magnitudine pari a +2,86 le consente di essere scorta con facilità anche dalle aree urbane di moderate dimensioni.
Alfa Hydri era, nel 2900 a.C., la stella di riferimento del polo sud celeste, molto più luminosa di σ Octantis, la stella visibile ad occhio nudo attualmente più vicina al polo sud.

## Caratteristiche fisiche
Alfa Hydri è una nana bianco-gialla appartiene alla classe spettrale F0V o una subgigante bianco-gialla di tipo F0IV, a seconda degli studi presi in considerazione. Ha una magnitudine apparente di +2,86 ed è una stella con una massa più che doppia rispetto al Sole e 31 volte più luminosa. L'età stimata è di poco inferiore al miliardo di anni ed è ormai vicina al momento in cui si trasformerà in gigante, avendo terminato l'idrogeno nel suo nucleo da trasformare in elio, e diventerà 40 volte più luminosa di quanto è attualmente.